# Kusuo Kitamura
Kusuo Kitamura (jap. 北村久寿雄 Kitamura Kusuo; ur. 9 października 1917 w Kōchi, zm. 6 czerwca 1996) – japoński pływak. Najmłodszy mistrz olimpijski i rekordzista olimpijski w pływaniu w wieku 14 lat i 309 dni.
W 1965 roku Kusuo Kitamura został uhonorowany miejscem w  International Swimming Hall of Fame.

## Starty olimpijskie
Los Angeles 1932
- 1500 m stylem dowolnym –  złoto

## Rekordy olimpijskie
| Data             | Miejsce                        | Konkurencja            | Rezultat |
| ---------------- | ------------------------------ | ---------------------- | -------- |
| 12 sierpnia 1932 | Los Angeles, pierwszy półfinał | 1500 m stylem dowolnym | 19:51.6  |
| 13 sierpnia 1932 | Los Angeles, finał             | 1500 m stylem dowolnym | 19:12,4  |